# Сиудад Мадеро (Сиудад Мадеро, Тамаулипас)
Сиудад Мадеро (шп. Ciudad Madero) насеље је у Мексику у савезној држави Тамаулипас у општини Сиудад Мадеро. Насеље се налази на надморској висини од 8 м.

## Становништво
Према подацима из 2010. године у насељу је живело 197216 становника.

### Хронологија
| Година       | 2000                   | 2005                    | 2010                    |
| ------------ | ---------------------- | ----------------------- | ----------------------- |
| Становништво | 182325 (86944 / 95381) | 193045 (92223 / 100822) | 197216 (94384 / 102832) |

### Попис
| \| \| м \| \| \| ж \| \| 0—2 \| 4.120 \| \| \| 4.051 \| \| 3—5 \| 4.542 \| \| \| 4.271 \| \| 6—11 \| 9.719 \| \| \| 9.147 \| \| 12—14 \| 4.783 \| \| \| 4.529 \| \| 15—17 \| 4.839 \| \| \| 4.822 \| \| 18—24 \| 11.535 \| \| \| 11.828 \| \| 60+ \| 9.933 \| \| \| 13.148 \| \| Просек : \| 31,5 \| \| \| 33,2 \| |        |  |  |        |
| |        |  |  |        |
| | м      |  |  | ж      |
| 0—2 | 4.120  |  |  | 4.051  |
| 3—5 | 4.542  |  |  | 4.271  |
| 6—11 | 9.719  |  |  | 9.147  |
| 12—14 | 4.783  |  |  | 4.529  |
| 15—17 | 4.839  |  |  | 4.822  |
| 18—24 | 11.535 |  |  | 11.828 |
| 60+ | 9.933  |  |  | 13.148 |
| Просек : | 31,5   |  |  | 33,2   |

| #   | Индикатор                                                                                        | Вредност |
| --- | ------------------------------------------------------------------------------------------------ | -------- |
| 1   | Становништво од 0 до 2 године                                                                    | 8171     |
| 2   | Мушко становништво од 0 до 2 године                                                              | 4120     |
| 3   | Женско становништво од 0 до 2 године                                                             | 4051     |
| 4   | Становништво са 3 и више година                                                                  | 186736   |
| 5   | Мушко становништво са 3 и више година                                                            | 89112    |
| 6   | Женско становништво са 3 и више година                                                           | 97624    |
| 7   | Становништво са 5 и више година                                                                  | 180816   |
| 8   | Мушко становништво са 5 и више година                                                            | 86075    |
| 9   | Женско становништво са 5 и више година                                                           | 94741    |
| 10  | Становништво са 12 и више година                                                                 | 159057   |
| 11  | Мушко становништво са 12 и више година                                                           | 74851    |
| 12  | Женско становништво са 12 и више година                                                          | 84206    |
| 13  | Становништво са 15 и више година                                                                 | 149745   |
| 14  | Мушко становништво са 15 и више година                                                           | 70068    |
| 15  | Женско становништво са 15 и више година                                                          | 79677    |
| 16  | Становништво са 18 и више година                                                                 | 140084   |
| 17  | Мушко становништво са 18 и више година                                                           | 65229    |
| 18  | Женско становништво са 18 и више година                                                          | 74855    |
| 19  | Становништво од 3 до 5 година                                                                    | 8813     |
| 20  | Мушко становништво од 3 до 5 година                                                              | 4542     |
| 21  | Женско становништво од 3 до 5 година                                                             | 4271     |
| 22  | Становништво од 6 до 11 година                                                                   | 18866    |
| 23  | Мушко становништво од 6 до 11 година                                                             | 9719     |
| 24  | Женско становништво од 6 до 11 година                                                            | 9147     |
| 25  | Становништво од 8 до 14 година                                                                   | 22185    |
| 26  | Мушко становништво од 8 до 14 година                                                             | 11472    |
| 27  | Женско становништво од 8 до 14 година                                                            | 10713    |
| 28  | Становништво од 12 до 14 година                                                                  | 9312     |
| 29  | Мушко становништво од 12 до 14 година                                                            | 4783     |
| 30  | Женско становништво од 12 до 14 година                                                           | 4529     |
| 31  | Становништво од 15 до 17 година                                                                  | 9661     |
| 32  | Мушко становништво од 15 до 17 година                                                            | 4839     |
| 33  | Женско становништво од 15 до 17 година                                                           | 4822     |
| 34  | Становништво од 18 до 24 године                                                                  | 23363    |
| 35  | Мушко становништво од 18 до 24 године                                                            | 11535    |
| 36  | Женско становништво од 18 до 24 године                                                           | 11828    |
| 37  | Женско становништво од 15 до 49 година                                                           | 55279    |
| 38  | Становништво са 60 и више година                                                                 | 23081    |
| 39  | Мушко становништво са 60 и више година                                                           | 9933     |
| 40  | Женско становништво са 60 и више година                                                          | 13148    |
| 41  | Однос између мушкараца и жена                                                                    | 91.78    |
| 42  | Становништво од нуле до 14 година                                                                | 45162    |
| 43  | Становништво од 15 до 64 године                                                                  | 134141   |
| 44  | Становништво од 65 година и више                                                                 | 15604    |
| 45  | Просечан број деце                                                                               | 1.9      |
| 46  | Становништво рођено у ентитету                                                                   | 145162   |
| 47  | Мушко становништво рођено у ентитету                                                             | 70780    |
| 48  | Женско становништво рођено у ентитету                                                            | 74382    |
| 49  | Становништво рођено у другом ентитету                                                            | 45237    |
| 50  | Мушко становништво рођено у другом ентитету                                                      | 20205    |
| 51  | Женско становништво рођено у другом ентитету                                                     | 25032    |
| 52  | Становништво од 5 година и више резидентно у ентитету у јуну 2005. године                        | 169325   |
| 53  | Мушко становништво старосног доба од 5 година и више, резидентно у ентитету у јуну 2005. године  | 80394    |
| 54  | Женско становништво старосног доба од 5 и више година, резидентно у ентитету у јуну 2005. године | 88931    |
| 55  | Становништво од 5 година и више које је живело у другом ентитету у јуну 2005. године             | 6526     |
| 56  | Мушко становништво старије од 5 година које је живело у другом ентитету у јуну 2005. године      | 3148     |
| 57  | Женско становништво старије од 5 година које је живело у другом ентитету у јуну 2005. године     | 3378     |
| 58  | Становништво од 3 године и више које говори аутохтони језик                                      | 1768     |
| 59  | Мушко становништво старо 3 године и више које говори аутохтони језик                             | 764      |
| 60  | Женско становништво старо 3 године и више које говори аутохтони језик                            | 1004     |
| 61  | Становништво од 3 године и више које говори аутохтони језик и не говори шпански језик            | 3        |
| 62  | Мушко становништво старо 3 године и више које говори аутохтони језик и не говори шпански         | 0        |
| 63  | Женско становништво старо 3 године и више које говори аутохтони језик и не говори шпански језик  | 3        |
| 64  | Становништво старо 3 године и више које говори аутохтони језик и шпански                         | 1432     |
| 65  | Мушко становништво старо 3 године и више које говори аутохтони језик и шпански                   | 624      |
| 66  | Женско становништво старо 3 године и више које говори аутохтони језик и шпански                  | 808      |
| 67  | Становништво од 5 година и више које говори аутохтони језик                                      | 1760     |
| 68  | Становништво од 5 година и више које говори аутохтони језик и не говори шпански језик            | 2        |
| 69  | Становништво од 5 година и више које говори аутохтони језик и говори шпански језик               | 1429     |
| 70  | Становништво у домородачким домаћинствима                                                        | 3979     |
| 71  | Становништво са ограничењима у активностима                                                      | 7585     |
| 72  | Становништво са ограниченим ходањем или кретањем, горе или доле                                  | 4254     |
| 73  | Становници са ограничењима вида, чак и уз кориштење сочива                                       | 1983     |
| 74  | Становништво са ограничењима говора, комуникације или конверзације                               | 589      |
| 75  | Становништво са ограниченим слухом                                                               | 707      |
| 76  | Становништво са ограничењима при одевању, купању или јелу                                        | 416      |
| 77  | Становништво са ограничењима у опажању или учењу једноставних ствари                             | 291      |
| 78  | Становништво са менталним ограничењима                                                           | 843      |
| 79  | Становништво без ограничења активности                                                           | 182837   |
| 80  | Становништво од 3 до 5 година које не похађа школу                                               | 3166     |
| 81  | Мушко становништво од 3 до 5 година које не похађа школу                                         | 1603     |
| 82  | Женско становништво од 3 до 5 година које не похађа школу                                        | 1563     |
| 83  | Становништво од 6 до 11 година које не похађа школу                                              | 381      |
| 84  | Мушко становништво од 6 до 11 година које не похађа школу                                        | 199      |
| 85  | Женско становништво од 6 до 11 година које не похађа школу                                       | 182      |
| 86  | Становништво од 12 до 14 година које не похађа школу                                             | 417      |
| 87  | Мушко становништво од 12 до 14 година које не похађа школу                                       | 233      |
| 88  | Женско становништво од 12 до 14 година које не похађа школу                                      | 184      |
| 89  | Становништво од 15 до 17 година похађа школу                                                     | 7836     |
| 90  | Мушко становништво од 15 до 17 година похађа школу                                               | 3902     |
| 91  | Женско становништво између 15 и 17 година живота у школи                                         | 3934     |
| 92  | Становништво од 18 до 24 године похађа школу                                                     | 10529    |
| 93  | Мушко становништво од 18 до 24 године похађа школу                                               | 5442     |
| 94  | Женско становништво од 18 до 24 године похађа школу                                              | 5087     |
| 95  | Становништво од 8 до 14 година које не може да чита и пише                                       | 261      |
| 96  | Мушко становништво старосног доба од 8 до 14 година које не може да чита и пише                  | 143      |
| 97  | Женско становништво старосног доби од 8 до 14 година које не може да чита и пише                 | 118      |
| 98  | Становништво од 15 година и више које је неписмено                                               | 2710     |
| 99  | Мушко становништво од 15 година и више које је неписмено                                         | 988      |
| 100 | Женско становништво од 15 година и више које је неписмено                                        | 1722     |
| 101 | Становништво старо 15 и више година без школовања                                                | 3567     |
| 102 | Мушко становништво старо 15 и више година без школовања                                          | 1359     |
| 103 | Женско становништво старо 15 и више година без школовања                                         | 2208     |
| 104 | Становништво старосног доба 15 и више година са непотпуним основним образовањем                  | 8988     |
| 105 | Мушко становништво старосног доба од 15 година и више са непотпуном основним образовањем         | 3719     |
| 106 | Женско становништво старосног доба 15 и више година са непотпуном основним образовањем           | 5269     |
| 107 | Становништво старо 15 и више година са комплетним основним образовањем                           | 17651    |
| 108 | Мушко становништво старо 15 година и више са комплетним основним образовањем                     | 7541     |
| 109 | Женско становништво старо 15 и више година са комплетним основним образовањем                    | 10110    |
| 110 | Становништво старосног доба 15 и више година са непотпуним средњим образовањем                   | 5480     |
| 111 | Мушко становништво старосног доба од 15 година и више са непотпуним средњим образовањем          | 3041     |
| 112 | Женско становништво старосног доба од 15 година и више са непотпуним средњим образовањем         | 2439     |
| 113 | Становништво старо 15 и више година са пуним секундарном образовањем                             | 24701    |
| 114 | Мушко становништво старосног доба од 15 година и више са пуним секундарном образовањем           | 12411    |
| 115 | Женско становништво старосног доба од 15 година и више са пуним секундарном образовањем          | 12290    |
| 116 | Становништво старије од 18 година са постосновним образовањем                                    | 78725    |
| 117 | Мушко становништво старије од 18 година са постосновним образовањем                              | 37732    |
| 118 | Женско становништво старије од 18 година са постосновним образовањем                             | 40993    |
| 119 | Просечна оцена школовања                                                                         | 10.91    |
| 120 | Просечан ниво образовања мушке популације                                                        | 11.1     |
| 121 | Просечан ниво образовања женског становништва                                                    | 10.74    |
| 122 | Економски активно становништво                                                                   | 80369    |
| 123 | Економски активна мушка популација                                                               | 49301    |
| 124 | Економски активна женска популација                                                              | 31068    |
| 125 | Становништво које није економски активно                                                         | 75330    |
| 126 | Мушко становништво које није економски активно                                                   | 23896    |
| 127 | Женско становништво које није економски активно                                                  | 51434    |
| 128 | Запослено становништво                                                                           | 76221    |
| 129 | Запослено мушко становништво                                                                     | 46272    |
| 130 | Запослено женско становништво                                                                    | 29949    |
| 131 | Незапослена популација                                                                           | 4148     |
| 132 | Незапослена мушка популација                                                                     | 3029     |
| 133 | Незапослена женска популација                                                                    | 1119     |
| 134 | Становништво без права на здравствене услуге                                                     | 40104    |
| 135 | Становништво које има право на здравствене услуге                                                | 151154   |
| 136 | Становништво које има право на ИМСС                                                              | 66548    |
| 137 | Становништво које има право на социјално осигурање                                               | 13552    |
| 138 | Становништво које има право на државно социјално осигурање                                       | 342      |
| 139 | Становништво које има право на опште осигурање или здравствено осигурање за нову генерацију      | 28134    |
| 140 | Становништво које је било једном или није било у браку током 12 година и више                    | 56024    |
| 141 | Венчано или уједињено становништво од 12 година и више                                           | 82437    |
| 142 | Становништво које је било у браку или уједињено 12 година и више                                 | 17290    |
| 143 | Становништво са католичком религијом                                                             | 154626   |
| 144 | Протестанти, еванђелисти и библијски следбеници различити од еванђелиста                         | 26828    |
| 145 | Становништво са другим религијама различитим од претходних                                       | 84       |
| 146 | Становништво без религије                                                                        | 7683     |
| 147 | Укупно пописаних домаћинства                                                                     | 56968    |
| 148 | Пописна домаћинства на челу са мушкарцима                                                        | 40509    |
| 149 | Пописна домаћинства на челу са женама                                                            | 16459    |
| 150 | Становништво у пописним домаћинствима                                                            | 194955   |
| 151 | Становништво у пописним домаћинствима на челу са мушкарцима                                      | 146354   |
| 152 | Становништво у пописним домаћинствима на челу са женама                                          | 48601    |
| 153 | Укупно домаћинстава                                                                              | 69320    |
| 154 | Укупно насељених домаћинстава                                                                    | 57701    |
| 155 | Укупно приватних кућа                                                                            | 68587    |
| 156 | Насељени приватни домови                                                                         | 56968    |
| 157 | Укупно насељених приватних кућа                                                                  | 57697    |
| 158 | Ненасељене приватне куће                                                                         | 9014     |
| 159 | Појединачна домаћинства за привремену употребу                                                   | 2605     |
| 160 | Становници у насељеним приватним кућама                                                          | 194955   |
| 161 | Насељеност станара у приватним становима                                                         | 3.42     |
| 162 | Просечно становника по соби у приватним насељеним домаћинствима                                  | 0.85     |
| 163 | Појединачна домаћинства са подовима од различитих материјала од земље                            | 54122    |
| 164 | Појединачна домаћинства у приземљу                                                               | 1270     |
| 165 | Појединачна домаћинства са једном спаваћом собом                                                 | 18059    |
| 166 | Појединачна домаћинства са две спаваће собе и више                                               | 37464    |
| 167 | Појединачна домаћинства са једним собом                                                          | 4050     |
| 168 | Појединачна домаћинства са две собе                                                              | 6372     |
| 169 | Појединачна домаћинства са 3 собе и више                                                         | 45044    |
| 170 | Појединачна домаћинства која имају електрично светло                                             | 55121    |
| 171 | Појединачна домаћинства која немају електрично светло                                            | 578      |
| 172 | Појединачна домаћинства која имају водоводну воду у стамбеном простору                           | 53452    |
| 173 | Појединачна домаћинства која немају водоводну воду у стамбеном простору                          | 2054     |
| 174 | Појединачна домаћинства која имају тоалет                                                        | 55274    |
| 175 | Појединачна домаћинства која имају канализацију                                                  | 53902    |
| 176 | Појединачна домаћинства која немају канализацију                                                 | 1565     |
| 177 | Појединачна домаћинства која имају електрично светло, довод воде из јавне мреже и канализацију   | 52844    |
| 178 | Појединачна домаћинства без икаквих услова                                                       | 342      |
| 179 | Појединачна домаћинства која имају радио                                                         | 44863    |
| 180 | Појединачна домаћинства која имају телевизор                                                     | 53752    |
| 181 | Појединачна домаћинства која имају фрижидер                                                      | 51425    |
| 182 | Појединачна домаћинства која имају машину за веш                                                 | 45537    |
| 183 | Појединачна домаћинства која имају аутомобил или комби                                           | 28649    |
| 184 | Појединачна домаћинства која имају рачунар                                                       | 25617    |
| 185 | Појединачна домаћинства која имају фиксну телефонску линију                                      | 33704    |
| 186 | Појединачна домаћинства која имају мобилни телефон                                               | 46410    |
| 187 | Појединачна домаћинства која имају приступ интернету                                             | 22389    |
| 188 | Величина локације                                                                                | 11       |